# Geschützter Landschaftsbestandteil Bachtal südöstlich Sterzhäge
Der Geschützte Landschaftsbestandteil Bachtal südöstlich Sterzhäge mit 3,31 ha Flächengröße liegt nordöstlich von Braunshausen im Stadtgebiet von Hallenberg im Hochsauerlandkreis. Das Gebiet wurde 2004 bei der Aufstellung des Landschaftsplans Hallenberg durch den Kreistag des Hochsauerlandkreises als Geschützter Landschaftsbestandteil (LB) ausgewiesen.

## Gebietsbeschreibung
Der Landschaftsplan führt zum LB aus: „Der Bach fließt in einem flach geneigten, wenig eingetieften Kerbtal. Das Tal ist teilweise mit Fichten aufgeforstet worden, teilweise sind Eichenbestände und Gebüsch vorhanden. Ein schmales Ufergehölz, das von den Fichten bedrängt wird, hat sich erhalten. Das Gebiet ist von lokaler Bedeutung für den Arten- und Biotopschutz und für die Erhaltung der Kulturlandschaft.“

## Verbote und Gebote
Wie bei allen geschützten Landschaftsbestandteilen besteht nach § 29 Abs. 2 BNatschG das Verbot, dieses zu beschädigen, auszureißen, auszugraben oder Teile davon abzutrennen oder auf andere Weise in seinem Wachstum oder Erscheinungsbild zu beeinträchtigen. Eine ordnungsgemäße Pflege ist vom Verbot ausgenommen. Es ist auch verboten Stoffe oder Gegenstände im Bereich des Geschützten Landschaftsbestandteils anzubringen, zu lagern, abzulagern, einzuleiten oder sich ihrer in anderer Weise zu entledigen, die das Erscheinungsbild oder den Bestand des Geschützten Landschaftsbestandteils gefährden oder beeinträchtigen können. Dies gilt auch für organische oder mineralische Düngemittel und Futtermittel. Sofern Gehölze zerstört bzw. beschädigt werden, kann die Untere Naturschutzbehörde eine Ersatzpflanzung oder ein Ersatzgeld festsetzten.